# مهدي المنوري
مهدي بن محمود المنوري (1961 - الآن) هو خطيب حسيني، ورجل دين شيعي إيراني.

## ولادته ونشأته
ولد عام 1961 بمدينة كربلاء لعائلة إيرانية، وقد عاش مراحل طفولته في العراق ثم انتقلت عائلته إلى إيران، بدأ دراسته الدينية في مدينة قم عام 1969 واستمرت لمدة 12 عاماً، حصل على شهادة البكالوريوس في العلوم الدينية وتخصص في البحث التاريخي والديني، ومنذ بداية دراسته الدينية اهتم بالندوات والتوجيه والتبليغ والخطابة، وله في ذلك ما يقارب سبعة وعشرين سنة على المنابر في كل من إيران، والعراق، والخليج العربي، وسوريا، ولبنان، واليمن، وأفريقيا، والمملكة المتحدة.
زار لبنان للمرة الأولى سنة 1983 أثناء التواجد الإسرائيلي، ومنذ ذلك العام بدأ بالخطابة في مدينة صور التي يتواجد فيها في كل شهر محرم منذ ذلك العام حتى اليوم دون انقطاع عنها، وقد اعتاد الخطابة في ”نادي الإمام الصادق“ بالمدينة.

## أسرته
المنوري هو صهر عبد الحميد المهاجر، ولديه ابن واحد  وبنت واحدة.

### معلومات
1. ↑  ابنه محمد المنوري وهو رجل دين وخطيب حسيني أيضاً.